# Mariano Andújar
Mariano Gonzalo Andújar, né le 30 juillet 1983 à Buenos Aires, est un footballeur argentin évoluant au poste de gardien.

## Carrière
Formé à CA Huracán avec lequel il fait ses débuts professionnels en 2001, il tente une première expérience en Europe à l'US Palerme avec un prêt d'une année lors de la saison 2005-06, cependant il retourne la saison suivante en Argentine à l'Estudiantes où l'entraîneur Diego Simeone en fait un titulaire, avec ce dernier club il remporte en 2006 le tournoi d'ouverture du Championnat d'Argentine puis en 2009 la Copa Libertadores. Ce passage à l'Estudiantes est une réussite puisqu'il décide de retenter sa chance en Italie au Calcio Catane en 2009 et a connu deux sélections en équipe d'Argentine la même année sous les ordres de Diego Maradona.

## Palmarès
- En club :
  - Vainqueur de la Copa Libertadores : 2009 (Estudiantes de La Plata).
  - Champion d'Argentine : 2006 Apertura (Estudiantes de La Plata).
  - Vainqueur de la Supercoupe d'Italie : 2014 (SSC Naples).

- En sélection :
  - 11 sélections en Équipe d'Argentine.